# Религия в Таиланде

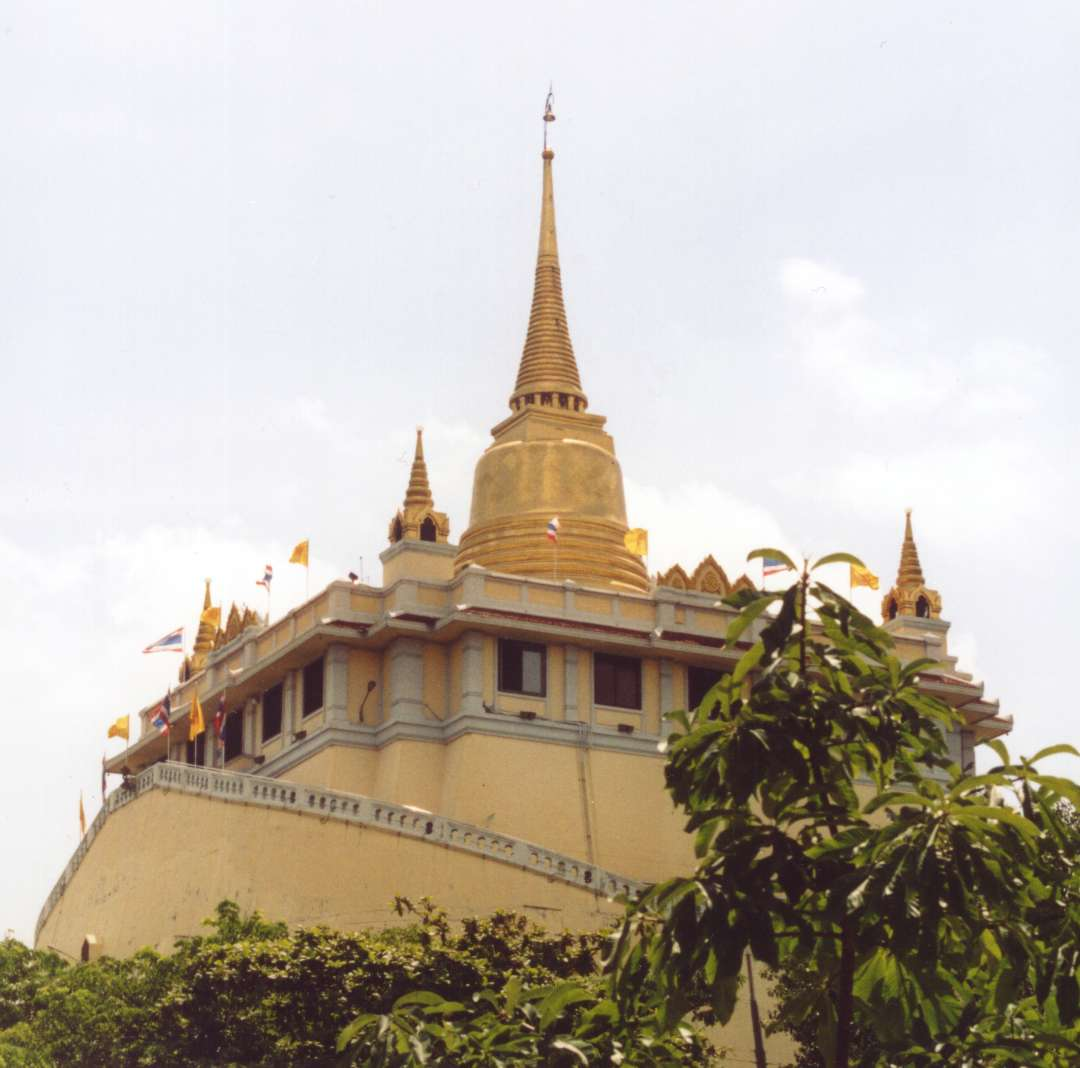
Ват-Сакет

Население Таиланда исповедует несколько религий.

## Буддизм
Подавляющее большинство жителей Таиланда являются буддистами школы Тхеравада. Их доля среди таиландцев оценивается от 94 % до 94,6 %. Буддистские храмы характеризуются высокими золотыми ступами, по архитектуре схожи с бирманскими, лаосскими и камбоджийскими.
В Таиланде имеется два буддийских университета: Махамакут и Университет Маха Чулалонгкорн.

## Ислам
Второй по численности исповедующих религией является ислам (4—4,6 %). В четырёх южных провинциях (Наратхиват, Паттани, Сатун, Яла) и на юге провинции Сонгкхла мусульмане составляют большинство, в основном — этнические малайцы.

## Христианство
Христиане составляют 0,7 % населения (Всемирная книга фактов). По данным United Bible Society доля христиан — 1,7 %. Христианство в Таиланде стало распространяться с XVI-XVII веков европейскими миссионерами. В основном христианство исповедуют национальные меньшинства страны и европейцы, живущие в стране. Большая часть христиан - католики, но есть и общины протестантов - пресвитериан, баптистов, адвентистов, лютеран, верующих Ассамблей Бога, Церковь лису, Свидетелей Иеговы.

## Иные религии
Представители иных религий (индуизм, сикхизм, иудаизм) составляют менее 0,1 %.